# Lars Tunbjörk
Lars Tunbjörk (Borås, 15 febbraio 1956 – Stoccolma, 8 aprile 2015) è stato un fotografo svedese, noto per i suoi "impassibili ritratti di spazi per uffici e stili di vita suburbani".

## Biografia
Tunbjörk è nato nella città svedese di Borås, un luogo che ha avuto una grande influenza per il suo lavoro nel corso della sua carriera. È stato anche influenzato dal fotografo svedese Christer Stromholm e dal fotografo americano William Eggleston.
Le sue fotografie possono essere trovate nelle collezioni del Museum of Modern Art, del Centre Pompidou e della Maison Européenne de la Photographie a Parigi. Tunbjörk era un membro di Agence Vu e ha lavorato per The New York Times Magazine, Time, GEO e altri.

Morì a Stoccolma l'8 aprile 2015.

## Esposizioni
- 1993: Hasselblad Center, Göteborg
- 1994: Nordiska museet, Stoccolma
- 1995: International Center of Photography, New York
- 1998: Fotografisk Center, Copenaghen
- 1999: Galerie Vu, Parigi
- 2002: Arbetets museum, Norrköping
- 2002: Kulturhuset, Stoccolma
- 2002: Home, Hasselblad Center, Göteborg
- 2004: Moskva Fotobiennal, Russia
- 2004: Hembygd, Borås konstmuseum
- 2007: Open Eye Gallery, Liverpool,
- 2007: Winter/Home, Moderna Museet, Stoccolma
- 2011: L.A Office, Shop, Wunderbaum, Skellefteå Konsthall[4]